# Нада (фильм)
«Нада» (фр. Nada) – франко-итальянский фильм режиссёра Клода Шаброля, вышедший на экраны в 1974 году. Сценарий фильма написал Клод Шаброль на основе романа «Нада» Жана-Патрика Маншетта.

## Сюжет
Слабо организованная и плохо подготовленная группа из пяти исповедующих левацко-анархистские взгляды пьющих недовольных парней европейской расы решает похитить посла США в Париже. В результате слежки за послом члены группы выясняют, что наилучшим местом для похищения является элитный бордель, который  посол посещает еженедельно в одни и те же часы.
Террористам удаётся нейтрализовать охрану посла из американских морских пехотинцев, извлечь посла из объятий обнажённой красотки и вывести его на улицу. Там они вступают в перестрелку с подоспевшими сотрудниками полиции, убивая одного из них, а затем скрываются на автомобиле. Все происходящее сняла на плёнку секретная служба, которая ведёт постоянное наблюдение за борделем. Террористы перевозят посла в заброшенный загородный дом и формулируют свои требования властям. Называя себя «группой „Нада“», они требуют передать написанный ими манифест по телевидению и опубликовать в ведущих газетах.
Дело доходит до правительственного уровня. Министр внутренних дел поручает шефу полиции Гемону в кратчайшие сроки выявить преступников и разобраться с ними, не стесняясь в средствах. Гемон довольно быстро ловит одного из террористов в городской квартире и выходит на след всей банды. Вскоре он уже проводит полицейское оцепление территории, где засели террористы.
Гемон не намерен вступать с террористами в переговоры и переходит к осаде дома, где укрылись террористы. По его приказу полицейские ведут прицельный автоматный огонь по зданию и забрасывают его дымовыми шашками. В итоге большинство террористов гибнет на месте. Один из главарей банды, Диас, убивает посла и вместе с ещё одним террористом пытается вырваться из окружения на автомобиле. Полиция открывает по машине огонь, в результате шофёр гибнет, а раненому Диасу удаётся скрыться.
Гемона вызывают к полицейскому руководству и отстраняют от должности за неоправданно жестокие методы проведения операции и гибель заложника. Ему предлагают перевестись на работу в одну из африканских стран, однако он не согласен с таким решением и решает довести дело до конца. Он приходит в квартиру, где содержится захваченный член банды, и устраивает там засаду на Диаса. Ночью Диас через окно проникает в дом, и в перестрелке Диас и Гомон убивают друг друга. Умирая, Диас достаёт из кармана Гомона ключи от наручников и освобождает заключённого.

## Характеристика
Шаброль поставил фильм в нехарактерном для себя жанре экшн-триллера, дополнив стилистку картины элементами абсурда, гротеска и чёрного юмора. С художественной точки зрения картина уступает его лучшим работам рубежа 1960-70-х годов, в которых ему удавалось глубоко проникнуть и исследовать болевые точки морали, психологии и образа жизни французского среднего класса.
В этой картине Шаброля отличает отстранённость взгляда, он демонстрирует отсутствие уважения как к террористам, так и к противостоящему им государству. Шаброля практически не интересуют политические взгляды террористов. Единственным их ярким политически высказыванием, которое он приводит, становятся слова Диаса: «Левацкий терроризм и государственный  терроризм – две «челюсти» одного идиотского капкана». Шаброль изображает государство как авторитарную, аморальную и жестокую машину подавления, действующую более насильственными методами, чем сами террористы. Проблема обоснованности ответной жёсткости и насилия в отношении террористов, а также проблема двойных стандартов в морали, которые исповедуют представители власти, являются центральными в этой картине.

## В ролях
Фабио Тести — Диас
Морис Гаррель — Эполар
Марианджела Мелато — Кэш
Мишель Дюшоссуа — Трюффэ
Мишель Омон — Гемон
Дидье Каминка — Мейер
Лу Кастель — Д’Орэ
Катя Романофф — Анна Мейер
Андрэ Фалькон — Министр
Лайл Джойс — Посол Поиндекстер
Вивьен Романс — Мадам Габриэль